# Blanka Vítková
Blanka Vítková, née le 14 novembre 1948 à Prague où elle est morte le 24 avril 2014, est une chanteuse d'opéra mezzo-soprano.